# 揚吉耶爾
揚吉耶爾是烏茲別克的城鎮，由錫爾河州負責管轄，位於該國東部，距離首府古利斯坦25公里，海拔高度315米，每年平均降雨量257毫米，2012年人口37,984。

## 外部連結
- http://yangier.com.ru/ （页面存档备份，存于）

40°16′N 68°49′E / 40.267°N 68.817°E